# Vittorio Filippo Melano
Vittorio Filippo Melano di Portula OP (* 27. September 1733 in Cuneo; † 23. Dezember 1813 in Novara) war ein italienischer Geistlicher, Erzbischof und Bischof von Novara.

## Leben
Melano stammte aus einer im 17. Jahrhundert in den Adelsstand erhobenen Familie. Er trat 1749 dem Dominikanerorden bei und wurde am 18. September 1756 zum Priester geweiht. 1773 wurde er Magister der Theologie an der Universität von Cagliari, wo er zuvor seit 1770 Kirchengeschichte unterrichtet hatte. Er war ab November 1777 für wenige Monate Prior des Konventes San Domenico in Turin.
Papst Pius VI. ernannte ihn am 1. Juni 1778 auf Vorschlag von König Viktor Amadeus III. von Sardinien-Piemont zum Erzbischof von Cagliari. Die Bischofsweihe spendete ihm am 21. Juni 1778 in der Abtei San Benigno di Fruttuaria Kardinal Carlo Vittorio Amedeo delle Lanze. Melanos Ankunft auf Sardinien fiel in eine Zeit wachsender Unzufriedenheit der Bevölkerung mit dem savoyischen Königshaus. 1793, im Rahmen der Französischen Revolution, griffen französische Truppen die Insel an, konnten Cagliari jedoch nicht einnehmen. Erzbischof Melano hatte bereits im Dezember 1792, als die ersten französischen Schiffe Sardinien anliefen, dem Vizekönig von Sardinien 12.000 Scudi zur Verteidigung der Insel zur Verfügung gestellt. Im April 1794, nachdem ein Gericht eine stärkere Autonomie Sardiniens abgelehnt hatte, kam es zu Aufständen, in deren Folge Melano als Vermittler zwischen beiden Parteien zu Pius VI. nach Rom entsandt wurde. Am 24. Juli 1797 wurde Vittorio Filippo Melano mit dem persönlichen Titel eines Erzbischofs zum Bischof von Novara bestellt. Nachdem Piemont 1802 unter französische Besatzung kam, unterstützte er das neue Regime unter Napoleon Bonaparte, dessen Krönungsmesse zum König von Italien er am 26. Mai 1805 konzelebrierte. Im selben Jahr wurde Melano Ritter des Ordens der Eisernen Krone. Im Januar 1807 wollte Napoleon ihn zum Bischof von Udine ernennen; Melano, der hier einen Konflikt mit dem Heiligen Stuhl befürchtete, lehnte die Ernennung – offiziell aus Altersgründen – jedoch ab. Er führte danach jedoch weiter gute Beziehungen zum französischen Kaiserreich und starb Ende 1813 im Alter von 80 Jahren.